# السواة (الجميمة)

تعديل مصدري - تعديل

السواة هي إحدى قرى عزلة بقره الشرقية والوسطى بمديرية الجميمة التابعة لمحافظة حجة، بلغ تعداد سكانها 13 نسمة حسب تعداد اليمن لعام 2004.